# Regering-G. Eyskens II
De regering-G. Eyskens II (26 juni 1958 - 6 november 1958) was een Belgische regering. Het was een homogene katholieke regering.
Deze regering was de laatste regering in de Belgische geschiedenis die geen coalitie was en homogeen was samengesteld uit één partij, namelijk de christendemocraten. Alhoewel CVP/PSC geen meerderheid had in de kamer (104 op 212), werd zij gesteund door de enige Volksunie-verkozene Frans Van der Elst en twee West-Vlaamse liberalen Hilaire Lahaye en Adolphe Van Glabbeke.
Ze volgde de regering-Van Acker IV op na de verkiezingen van 1 juni 1958 en werd opgevolgd door de regering-G. Eyskens III, nadat de christendemocraten en liberalen het eens waren geworden over het schoolbeleid.

## Samenstelling
De regering bestond uit 15 ministers. Alle ministers kwamen uit de CVP/PSC, 8 Nederlandstalige, inclusief de premier, en 7 Franstalige. Later werd er nog een expert toegevoegd aan de regering voor het departement Koloniën.
| Ambtsbekleder                            | Ambtsbekleder                       | Ambtsbekleder                      | Functie                                 | Termijn                         | Partij            |
| ---------------------------------------- | ----------------------------------- | ---------------------------------- | --------------------------------------- | ------------------------------- | ----------------- |
|                                          |                                     | Gaston Eyskens (1905-1988)         | Eerste Minister                         | 26 juni 1958 - 6 november 1958  | CVP-PSC           |
|                                          |                                     | Jean Van Houtte (1907-1991)        | Minister Financiën                      | 26 juni 1958 - 6 november 1958  | CVP-PSC           |
|                                          |                                     | Albert de Vleeschauwer (1897-1971) | Minister Landbouw                       | 26 juni 1958 - 6 november 1958  | CVP-PSC           |
|                                          |                                     | Pierre Wigny (1905-1986)           | Minister Buitenlandse Zaken             | 26 juni 1958 - 6 november 1958  | PSC-CVP           |
|                                          |                                     | Paul-Willem Segers (1900-1983)     | Minister Verkeerswezen                  | 26 juni 1958 - 6 november 1958  | CVP-PSC           |
|                                          |                                     | Pierre Harmel (1911-2009)          | Minister Justitie                       | 26 juni 1958 - 6 november 1958  | PSC-CVP           |
|                                          |                                     | André Dequae (1915-2006)           | Minister Buitenlandse Handel            | 26 juni 1958 - 6 november 1958  | CVP-PSC           |
|                                          |                                     | Charles Héger (1902-1984)          | Minister Binnenlandse Zaken             | 26 juni 1958 - 6 november 1958  | PSC-CVP           |
|                                          |                                     | Arthur Gilson (1915-2004)          | Minister Landsverdediging               | 26 juni 1958 - 6 november 1958  | PSC-CVP           |
|                                          |                                     | Paul Meyers (1921-2011)            | Minister Openbare Werken en Wederopbouw | 26 juni 1958 - 6 november 1958  | CVP-PSC           |
|                                          |                                     | Léon Servais (1907-1975)           | Minister Arbeid en Sociale Voorzorg     | 26 juni 1958 - 6 november 1958  | PSC-CVP           |
|                                          |                                     | Maurits Van Hemelrijck (1901-1964) | Minister Openbaar Onderwijs             | 26 juni 1958 - 6 november 1958  | CVP-PSC           |
|                                          |                                     | Raymond Scheyven (1911-1987)       | Minister Economische Zaken              | 26 juni 1958 - 6 november 1958  | PSC-CVP           |
|                                          |                                     | Robert Houben (1905-1992)          | Minister Volksgezondheid en Gezin       | 26 juni 1958 - 6 november 1958  | CVP-PSC           |
|                                          |                                     | Paul Vanden Boeynants (1919-2001)  | Minister Middenstand                    | 26 juni 1958 - 6 november 1958  | PSC-CVP           |
|                                          |                                     | Léon Pétillon (1903-1996)          | Minister Koloniën                       | 5 juli 1958 - 28 september 1958 | extraparlementair |
| Minister Belgisch-Congo en Ruanda-Urundi | 28 september 1958 - 6 november 1958 | Léon Pétillon (1903-1996)          |                                         |                                 | extraparlementair |